# Hám Thanh Tử
Hám Thanh Tử (tiếng Trung: 阚清子, tiếng Anh: Kan Qingzi) là một nữ diễn viên Trung Quốc.

## Sự nghiệp
Năm 2008, Hám Thanh Tử có vai diễn đáng chú ý đầu tiên trong bộ phim truyền hình Hồng lâu mộng (phim truyền hình 2010) dựa trên tiểu thuyết cùng tên của Tào Tuyết Cần. Sau đó, cô đóng vai Từ Hi Thái hậu thời trẻ trong bộ phim cổ trang năm 2010 Thương Khung Chi Mão.
Năm 2011, Hám Thanh Tử được khán giả biết đến với vai diễn Hân Vinh cách cách trong bộ phim Hoàn Châu cách cách (phim truyền hình 2011).
Vào năm 2013, cô giành được sự công nhận với vai diễn phản diện Diệp Lâm trong bộ phim tình cảm Cuộc sống rực rỡ do Hà Nhuận Đông và Lý Thấm đóng chính.
Năm 2014, Hám Thanh Tử tham gia bộ phim tình cảm dân quốc Tân Kinh hoa yên vân dựa trên cuốn tiểu thuyết cùng tên của Lâm Ngữ Đường. Cùng năm, cô đóng vai chính trong bộ phim điện ảnh kinh dị Enchanted Doll.
Năm 2016, cô đóng vai chính trong bộ phim truyền hình điệp viên Chim Sẻ: Ma Tước. Bộ phim đã nhận được đánh giá cao của giới phê bình về diễn xuất và cốt truyện, và trở thành bộ phim đề tài chiến tranh dân quốc được đánh giá cao nhất cho đến thời điểm đó với mức rating cao nhất là 2,46. Khám Thanh Tử đã được đề cử giải thưởng Nữ diễn viên chính xuất sắc nhất tại Giải Kim Ưng của Đài truyền hình Trung Quốc cho màn trình diễn của cô.
Năm 2017, cô đóng vai chính trong bộ phim tình cảm thanh xuân Khoảnh Khắc Con Tim Rung Động (Art in Love). Bộ phim đã nhận được đánh giá tích cực và đạt 4 tỷ lượt xem trực tuyến. Cùng năm, cô góp mặt trong bộ phim sử thi giả tưởng Cửu Châu Hải Thượng Mục Vân Ký với vai Cơ công chúa và bộ phim thần bí lịch sử Thông thiên Địch Nhân Kiệt.
Năm 2019, cô đóng vai chính trong bộ phim gián điệp Ma Tước 2: Kinh Trập, phần tiếp theo của Ma tước. Cùng năm, cô đóng vai chính trong bộ phim tuyển tập lãng mạn Adoring của đạo diễn Xu Zheng.

## Phim

### Phim điện ảnh
| Năm  | Tiêu đề                          | Tiêu đề tiếng Trung | Vai diễn    | Ghi chú                                       |
| ---- | -------------------------------- | ------------------- | ----------- | --------------------------------------------- |
| 2009 | Beautiful Song of Taste          | 美味 情歌           | Ling Shan   | Vai chính, đóng cặp cùng Tỉnh Bách Nhiên      |
| 2011 | Meet at the Hawthorn Tree        | 相约 山楂树         | Yi Fan      | Phim ngắn                                     |
| 2012 | Queen                            | 女王                | Qiao Min    | [ 16 ]                                        |
| 2012 | Love On That Day                 | 爱 在 那 一天       | Tang Guo    | [ 17 ]                                        |
| 2014 | Enchanted Doll                   | 怖 偶               | Xiao Hui    |                                               |
| 2014 | Hiên Viên kiếm 6                 | 轩辕剑 六           | Ji Ting     | Phim ngắn                                     |
| 2015 | Nhất lộ kinh hỉ                  | 一路 惊喜           | An Qi       | [ 19 ]                                        |
| 2016 | Chuyển phát nhanh siêu cấp       | 超级 快递           | Dan Dan     | [ 20 ]                                        |
| 2018 | On Air                           | 现场 直播           | Yang Yanyan | [ cần dẫn nguồn ]                             |
| 2019 | Chuyến bay sinh tử (The Captain) | 中国 机长           |             | Cameo                                         |
| 2019 | Sủng ái (Adoring)                | 宠爱                | An Ying     |                                               |
| 2021 | Nhà Cách mạng (The Pioneer)      | 革命者              | Zhang Li Li |                                               |
| TBA  | Hearts Motive                    | 最后的真相          |             | Vai chính, đóng cùng Huỳnh Hiểu Minh, Diêm Ni |

### Phim truyền hình
| Năm  | Tiêu đề                                           | Tiêu đề tiếng Trung | Vai diễn             | Tham khảo                                 |
| ---- | ------------------------------------------------- | ------------------- | -------------------- | ----------------------------------------- |
| 2009 | Mother and Wife                                   | 娘妻                | Yang Jingyi          |                                           |
| 2010 | Thương Khung Chi Mão                              | 苍穹之昴            | Từ Hi Thái hậu (trẻ) |                                           |
| 2010 | Mỹ Nữ Như Mây (Unbeatable)                        | 无懈可击之美女如云  | Ran Ran              | [ 22 ]                                    |
| 2010 | Hồng lâu mộng (phim truyền hình 2010)             | 红楼梦              | She Yue              |                                           |
| 2011 | Hoàn Châu cách cách (phim truyền hình 2011)       | 新还珠格格          | Hân Vinh             |                                           |
| 2012 | Bầu trời được bảo vệ (The Watchful Sky)           | 守望的天空          | Lu Xiaolu            | [ 23 ]                                    |
| 2012 | Love Under the Roof                               | 爱在屋檐下          | Hai Li               | [ 24 ]                                    |
| 2012 | The Shengtianmen Gate                             | 圣天门口            | Xue Ning             | [ 25 ]                                    |
| 2013 | Cuộc sống rực rỡ (Shining Days)                   | 璀璨人生            | Ye Lin               |                                           |
| 2013 |                                                   | 郑氏十七房          | Shankou Juzi         | [ 26 ]                                    |
| 2013 | Lấp Lánh Ước Mơ (The Diamond's Dream)             | 一克拉梦想          | Gao Pei              | [ 27 ]                                    |
| 2013 | Hoa khai bán hạ (Flowers of Pinellia Ternata)     | 花开半夏            | Lin Shan             | [ 28 ]                                    |
| 2013 | Tiết Đinh San                                     | 薛丁山              | Diao Yue'e           | [ 29 ]                                    |
| 2014 | God of War                                        | 战神                | Xing Zi              | [ 30 ]                                    |
| 2014 | Tân Kinh hoa yên vân                              | 新京华烟云          | Diêu Mạc Sầu         | Vai thứ chính, đóng cặp với Cao Tử Kỳ     |
| 2015 | Vân Trung Ca                                      | 大汉情缘之云中歌    | Huo Lian'er          | Cameo                                     |
| 2016 | Ma tước                                           | 麻雀                | Lý Tiểu Nam          | Vai thứ chính                             |
| 2016 | My Adorable Husband                               | 我的蠢萌老公        | Liang Duoduo         | [ 32 ]                                    |
| 2016 | The Legend of Du Xinwu                            | 杜心五传奇          | Guan Xue             | Vai chính, đóng cùng Hà Thịnh Minh        |
| 2016 | Bán Yêu Khuynh Thành 2                            | 半妖倾城II          | Yao Bitao            | [ 34 ]                                    |
| 2017 | Mỹ Nam Khác Biệt 2                                | 不一样的美男子II    | Sơ Hạ/ Tiêu Cẩn      | Vai chính, đóng cặp với Trương Vân Long   |
| 2017 | Quán ăn đêm                                       | 深夜食堂            | Khách                | Cameo                                     |
| 2017 | Thông thiên Địch Nhân Kiệt                        | 通天狄仁杰          | Mộ Dung Thanh        | Vai chính, đóng cặp với Nhậm Gia Luân     |
| 2017 | Cửu châu hải thượng mục vân ký                    | 海上牧云记          | Cơ Công chúa         |                                           |
| 2017 | Khoảnh Khắc Con Tim Rung Động (Art in Love)       | 那刻的怦然心动      | Lý Thần Âm           | Vai chính, đóng cặp với Hồ Vũ Uy          |
| 2018 | Nếu Paris không vui vẻ (If Paris Downcast)        | 如若巴黎不快乐      | Nguyễn Mạn Quân      | Vai chính, đóng cặp với Trương Hàn        |
| 2018 | The Great River                                   | 江河水              | Lu Qian              | Vai chính, đóng cùng Tần Hạo              |
| 2019 | Ma Tước 2: Kinh Trập                              | 惊蛰                | Dư Tiểu Vãn          | Vai thứ chính                             |
| 2020 | Tôi thân yêu                                      | 亲爱的自己          | Trương Chi Chi       | Vai thứ chính, đóng cặp với Bành Quán Anh |
| 2020 | Người Nghịch Hành Đẹp Nhất (Heroes in Harm's Way) | 最美逆行者          | Xu Meng              | Vai chính (tập 7-8)                       |
| 2020 | Cùng nhau/ Sát cánh (Together)                    | 在一起              | Xu Chen Xi           | Vai chính (tập 11-12)                     |
| 2021 | Kỳ nghỉ đến bất ngờ (Lady Tough)                  | 突如其来的假期      | Lưu Liên             | Vai chính, đóng cùng Lưu Mỹ Hàm           |
| 2021 | Nãi Ba Đương Gia (Guys With Kids)                 | 奶爸当家            | Quan San San         | Vai chính                                 |
| TBA  | Faith                                             | 信仰                | Chen Yuting          | Vai chính, đóng cặp với Tần Tuấn Kiệt     |
| TBA  | Billion Dollar Heir                               | 亿万继承人          | He Xing Ran          | Vai chính, đóng cặp với Choi Siwon        |
| TBA  | Ôm lấy Cẩm Lý tướng quân                          | 抱住锦鲤相公        | Shen Nian Shu        | Vai chính, đóng cặp với Phạm Thế Kỳ       |
| TBA  | Fei Teng Ren Sheng                                | 沸腾人生            | Shen Xia             | Vai chính, đóng cặp với Hàn Đông Quân     |
| TBA  | Tứ Phương Quán                                    | 四方馆              | Uất Trì Hoa          | Vai chính, đóng cặp với Đỗ Thuần          |

## Show truyền hình
| Năm  | Tiêu đề tiếng Anh             | Tiêu đề tiếng Trung | Vai diễn  | Ghi chú |
| ---- | ----------------------------- | ------------------- | --------- | ------- |
| 2017 | The Inn (Quán trọ yêu thương) | 亲爱 的 · 客栈      | Diễn viên | Phần 1  |
| 2019 | The Inn (Quán trọ yêu thương) | 亲爱 的 · 客栈      | Diễn viên | Phần 3  |

## Đĩa đơn
| Năm  | Tiêu đề   | Tiêu đề tiếng Trung | Album       | Ghi chú |
| ---- | --------- | ------------------- | ----------- | ------- |
| 2019 | "Adoring" | 宠爱                | Sủng ái OST |         |

## Giải thưởng và đề cử
| Năm  | Giải thưởng                                       | Hạng mục                                                | Đề cử            | Kết quả   | Tham khảo |
| ---- | ------------------------------------------------- | ------------------------------------------------------- | ---------------- | --------- | --------- |
| 2013 | Tạp chí Phong cách sống (精品 购物 指南)          | Giải thưởng Dreamer                                     | —                | Đoạt giải | [ 44 ]    |
| 2014 | Giải thưởng thời trang quyền lực mới              | Giải thưởng dành cho người mới xuất hiện trong xu hướng | —                | Đoạt giải | [ 45 ]    |
| 2016 | Giải thưởng Netease Crossover                     | Nhóm biểu tượng xuất sắc nhất (với Ji Lingchen)         | —                | Đoạt giải | [ 46 ]    |
| 2016 | Giải thưởng phim truyền hình Trung Quốc lần thứ 8 | Chân dung nhân vật phổ biến nhất                        | Chim sẻ: Ma tước | Đoạt giải | [ 47 ]    |
| 2018 | Giải Kim Ưng lần thứ 29                           | Nữ diễn viên xuất sắc nhất                              | Chim sẻ: Ma tước | Đề cử     | [ 48 ]    |